# МОДР (житломасив)
МОДР (від Міжнародна організація допомоги борцям революції)  — житловий масив, центральна частина Центрально-Міського району, закладений у кінці 90-х рр. ХІХ ст. як гірниче селище Тарапаківка, де розташовувався Пастухівський кар'єр у зоні Лихманівського рудного пласту.
Являло собою хаотичну забудову із землянок і бараків. Розвитку набув у 30, 50-60-х рр. XX ст. Назва походить від однойменної шахти рудоуправління ім. газети Правда, гірники якої мешкали в селищі. Сама назва походить від Міжнародної організації допомоги революціонерам, утвореної в 1922 р. за ініціативою К. Цеткін.

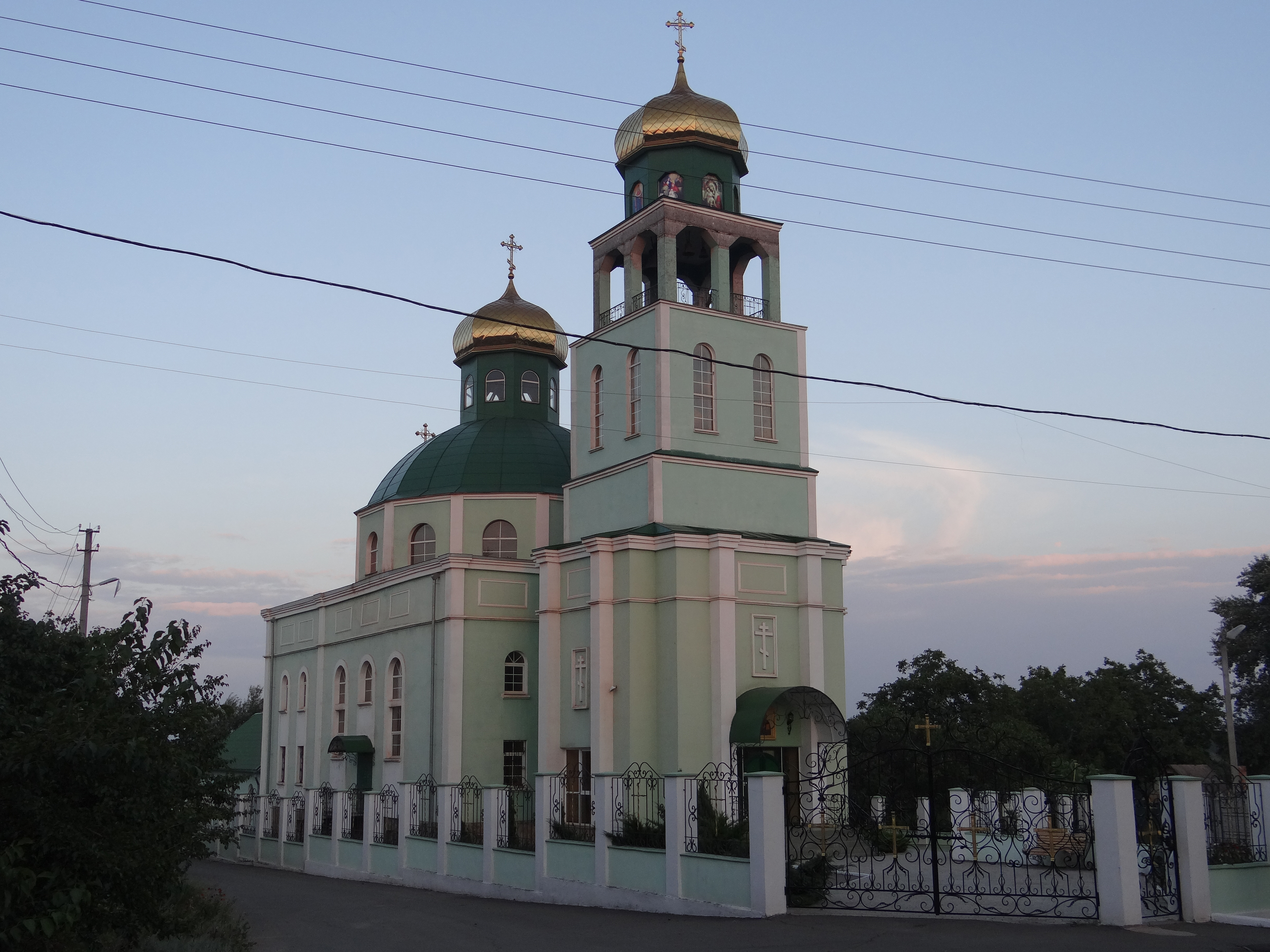
Храм Йоана Лествічника

Площа 4 тис. га. Має 32 вулиці, мешкає 4,2 тис. осіб. Діє гімназія № 5, храм Йоана Лествічника, мережа торгівлі. Розташована пам'ятка природи Скелі «Орлине гніздо».